# پی‌اس تلگراف (۱۸۵۳)
پی‌اس تلگراف (۱۸۵۳) (به انگلیسی: PS Telegraph (1853)) یک کشتی بود که طول آن ۲۴۱ فوت (۷۳ متر) بود. این کشتی در سال ۱۸۵۳ ساخته شد.